# شهرستان فرزنو (کالیفرنیا)
شهرستان فرزنو در دره مرکزی در ایالت کالیفرنیا، آمریکا، جنوب استاکتون و شمال بیکرزفیلد می‌باشد. با توجه به سرشماری سال ۲۰۰۸، این شهرستان دهمین شهرستان پرجمعیت کالیفرنیا با جمعیت ۹۳۱٬۰۹۸ نفر و می‌باشد. بخشداری آن فرزنو می‌باشد.